# Interaction Design Institute Ivrea
Interaction Design Institute Ivrea (conosciuto anche come Interaction Ivrea, IDII, o Ivrea) è stata una scuola post laurea attiva nel campo dell'Interaction Design e operante nella città di Ivrea, in Italia. Nata come iniziativa congiunta di Olivetti e Telecom Italia, ha avuto come presidente Franco Debenedetti. La sua sede è stata la «Casa Blu», progettata dall'architetto Edoardo Vittoria per Adriano Olivetti che volle destinarla a ospitare lo storico Centro studi Olivetti da lui voluto. L'edificio è stato riprogettato allo scopo dallo studio Sottsass Associati di Ettore Sottsass e per l'occasione intitolato ad Adriano Olivetti.

## Missione aziendale

Il logo di Processing

La missione aziendale della scuola era descritta sulla rivista di architettura Blueprint come segue:
«Pur seguendo lo spirito dei corsi di CRD, Ivrea, oltre al design e alla tecnologia, esplorerà il mondo degli affari. Crampton Smith crede che oggi vi sia "un'arte" nell'immaginare nuovi modelli di business, ed è anche consapevole che, in parte per l'ampiezza dei loro studi, i laureati in design spesso acquisiscono ruoli strategici in aziende e necessitano di essere formati a imparare da se stessi.

## Attività

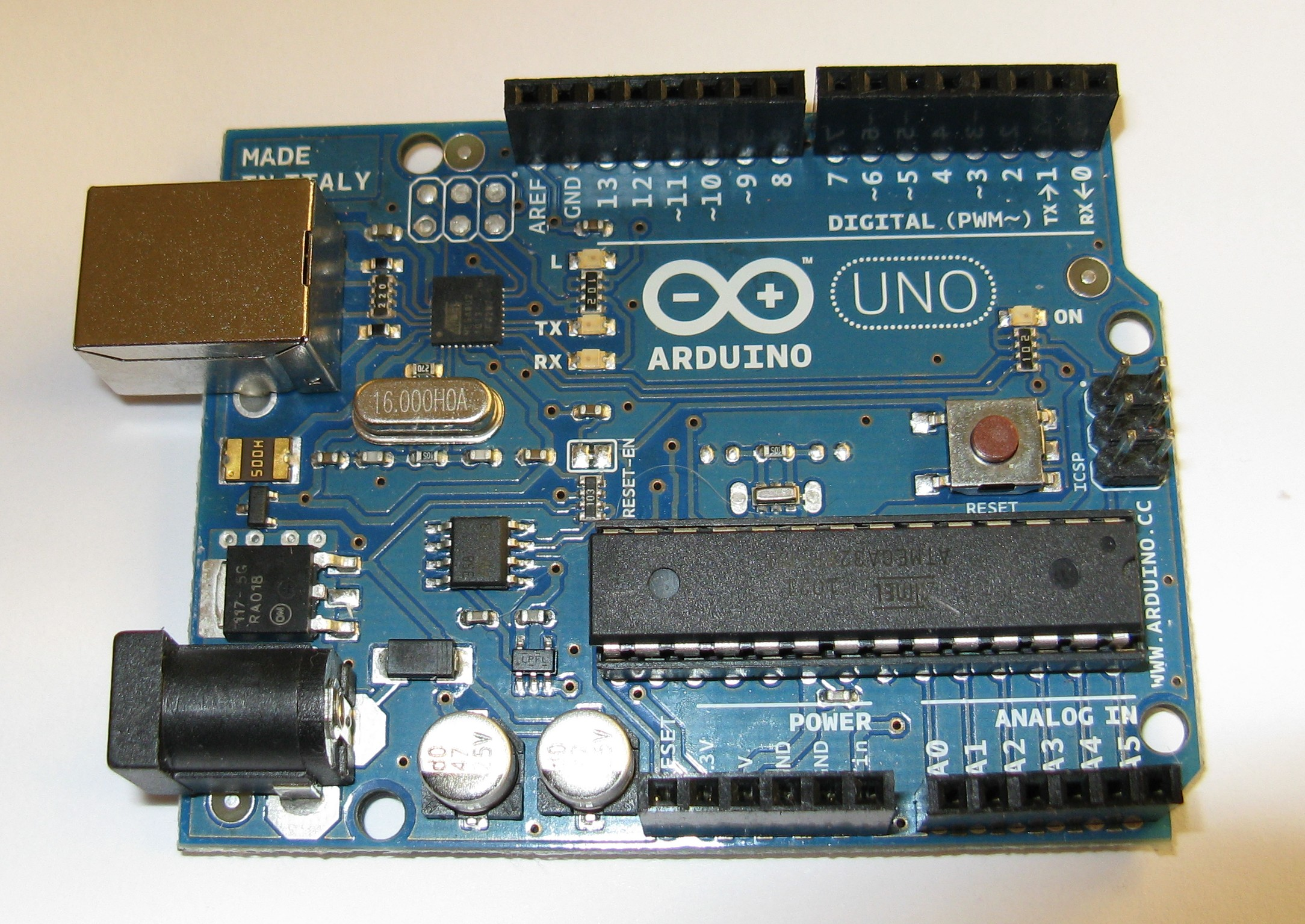
La scheda di sviluppo "Arduino Uno"

La scuola ha operato dal 2001 al 2005, quando il suo insegnamento è stato incorporato all'interno della Domus Academy, cessando di conseguenza a operare come entità indipendente quando si è esaurita l'iniziale dotazione finanziaria quinquennale; la nuova proprietà, Telecom Italia, ha deciso infatti di non rinnovare il finanziamento. La sua unità di exhibition design (E1), attraverso uno spin-off, è andata a formare una compagnia indipendente, che opera a Milano.
Anche se l'istituto svolgeva dell'attività di consulenza esterna a ospitava ricercatori in visita, la sua attività principale consisteva nel suo Master in Interaction Design, che, durante la sua esistenza, ha laureato quattro classi di una ventina di studenti, che lavorano nell'ambito del design.
L'istituto è stato coinvolto in molti progetti che in seguito hanno guadagnato visibilità nel mondo del design: tra questi, la piattaforma di sviluppo Wiring, la scheda di sviluppo open source Arduino, l'ambiente grafico e linguaggio di programmazione Processing per il software prototyping (iniziato al MediaLab del Massachusetts Institute of Technology), l'ambiente CICCIO e il manuale di design interattivo Interaction Design Primer
Interaction Ivrea ha esposto suoi lavori al Victoria and Albert Museum di Londra e al Salone Internazionale del Mobile di Milano. Faceva parte di Convivio il progetto dell'Unione europea per la creazione di un Network of Excellence (NoE), all'interno del programma quadro per la ricerca e lo sviluppo tecnologico.

## Personalità
La direttrice della scuola era Gillian Crampton Smith . Tra i professori associati vi era Massimo Banzi. Tra i consiglieri accademici di Interaction Ivrea vi erano teorici e professionisti, come John Maeda, Joy Mountford, John Thackara, Bill Verplank, Bill Moggridge (cofondatore di IDEO) e David Liddle (cofondatore di Interval Research).